# Serpa (Salvador e Santa Maria)
Serpa (Salvador e Santa Maria) est une paroisse civile portugaise (en portugais : freguesia) de la municipalité de Serpa dans le district de Beja. Elle est créée en 2013, par fusion des paroisses de Serpa (Salvador) et Serpa (Santa Maria).

## Géographie
Au sud de la paroisse se trouve le parc naturel du Val de Guadiana (pt).

## Histoire
La paroisse est créée par la loi no 11-A/2013 du 28 janvier 2013 portant réorganisation administrative du territoire des freguesias, en fusionnant les paroisses de Serpa (Salvador) et Serpa (Santa Maria). Son nom officiel est União das Freguesias de Serpa (Salvador e Santa Maria) et son siège est fixé à Serpa (Salvador).

## Démographie
Lors du recensement de 2021, Serpa (Salvador e Santa Maria) compte 5 595 habitants. C'est la paroisse la plus peuplée de la municipalité de Serpa, qui totalise 13 757 habitants.